# Поточе (Айдовщина)
Поточе (словен. Potoče) — поселення в долині Віпави в общині Айдовщина. Висота над рівнем моря: 120 метрів.